# Рита (ураган)
Ураган «Рита» (англ. Hurricane Rita) — чрезвычайно мощный тропический циклон рекордного сезона 2005 года. Это был семнадцатый поименованный шторм, десятый ураган и пятый крупный ураган сезона ураганов 2005 года. Является четвёртым по интенсивности ураганом за всю историю наблюдений в Атлантическом океане, после урагана Дня труда 1935 года и самый интенсивный тропический циклон, когда-либо наблюдавшийся в Мексиканском заливе, вместе с ураганом Милтон 2024 года.

## Метеорологическая история
Ураган сформировался 18 сентября 2005 года недалеко от островов Теркс и Кайкос. Своей максимальной интенсивности он достиг 21 сентября, когда устойчивая скорость ветра в урагане достигала 180 миль в час (290 км/ч или 80 м/с), а минимальное зафиксированное давление составило 895 мбар. Тогда же ему была присвоена 5 категория урагана по шкале Саффира — Симпсона. Ураган вышел на побережье 24 сентября в районе южной границы штатов Техас и Луизиана, ослабев к тому времени до третьей категории. В тот же день, окончательно растеряв силы, он потерял статус урагана и тропического шторма.

## Подготовка
В связи с приближением «Риты», в Новом Орлеане, восстанавливающемся после разрушительного урагана «Катрина», 21 сентября 2005 года была объявлена повторная эвакуация жителей. В штате Техас, не подготовленном к столь массовым эвакуациям, на дорогах образовались огромные заторы. На время урагана был закрыт Космический центр имени Линдона Джонсона в Хьюстоне, в связи с чем контроль над МКС был передан российским коллегам.

## Последствия
В Мексиканском заливе ураган нанёс значительный ущерб нефтедобыче, разрушив буровые установки, обеспечивающие основную добычу нефти и газа. Число жертв урагана составило 120 человек, из них 113 погибших пришлось на штат Техас. Однако лишь 7 человек из 120 погибли непосредственно от урагана; остальные стали жертвами аварий при эвакуации, болезней и пищевого отравления. Общий ущерб, причинённый стихией, составил 18,5 млрд долларов.